# Huichóis
Os huichóis são um grupo étnico indígena do México centro-ocidental que habitam a Sierra Madre Occidental nos estados de Nayarit e Jalisco. Devido ao isolamento, e resistência à evangelização, em que deliberadamente há muito vivem, mantêm muitos dos seus traços culturais originais. Autodenominam-se "Wixáritari" (o povo) na sua língua nativa que chamam "Wixárika".

## Geografia e demografia
Os huichóis afirmam ser originários do estado de San Luis Potosí, donde migraram em direcção a oeste para partes de Durango, Jalisco, Zacatecas e Nayarit onde se situa a acidentada Sierra Huichol.

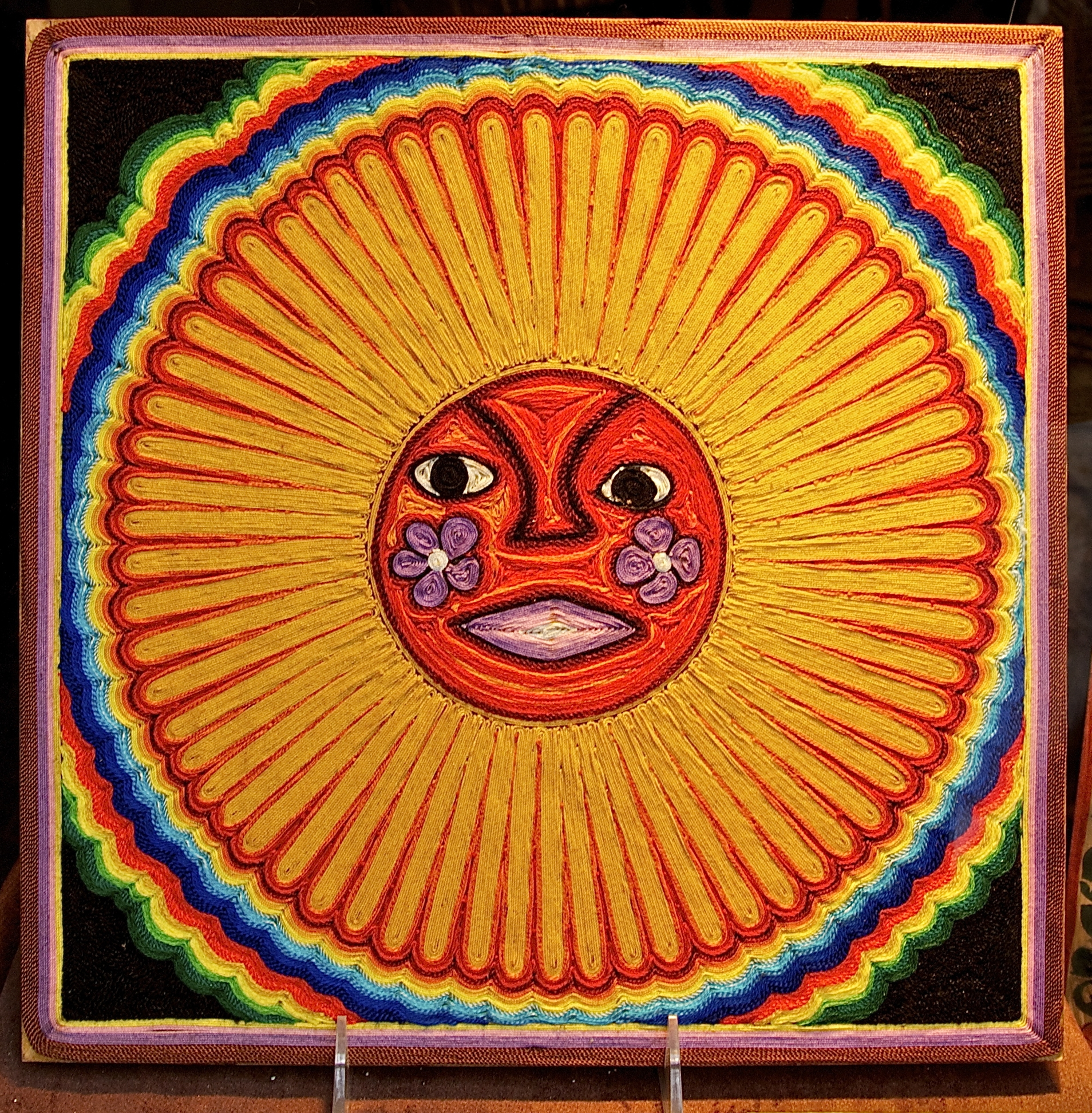
Pintura de fios huichol

Uma vez por ano alguns huichóis viajam até San Luis Potosí, a sua terra ancestral, para as cerimónias rituais com peiote chamadas mitote. As três principais comunidades huicholas situam-se no município de Mezquitic, Jalisco e são: San Sebastián Teponohuastlan (Wautüa em huichol), Santa María Cuexcomatitlán (Tuapuri em huichol) e San Andrés Cohamiata (Tatei Kié em huichol). Outras comunidades huicholes incluem Guadalupe Ocotán (Nayarit), Santa Catarina e Tuxpan de Bolaños (Jalisco). No entanto, apenas cerca de 7 000 huichóis vivem na sua região enquanto que cerca de 13 000 migraram para outros locais no México e outros ainda vivem em comunidades coras na Mesa del Nayar.

## História

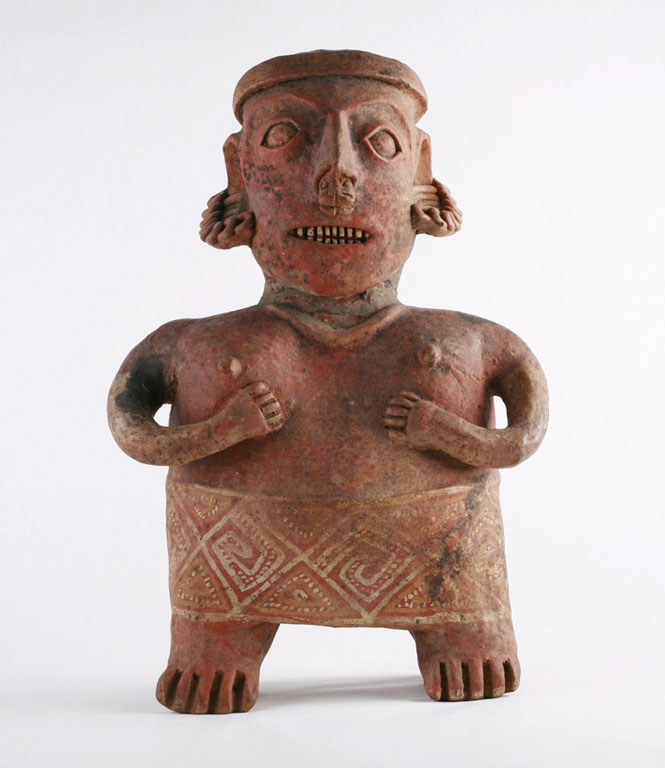
A figura Nayarit túmulo na coleção permanente do Museu das Crianças de Indianápolis.

Os huichóis e as tribos chichimecas suas vizinhas, como os coras, pames, tepehuanos, participaram na chamada revolta mixtón contra as forças de Nuño Beltrán de Guzmán. Só foram definitivamente conquistados em finais do século XVII. Os coras resistiram até 1722.

## Sociedade
Mas mesmo após a "conquista" os huichóis e os coras agarraram-se aos seus costumes tradicionais modificando-os de forma a ajustarem-se à nova situação política. Em grande medida mantiveram até hoje a sua estrutura política indígena baseada nos centros cerimoniais (tukipa) dirigidos por líderes chamados kawiterutsixi (aqueles que tudo conhecem). A maior parte dos huicholes vive duma agricultura de subsistência.

## Religião

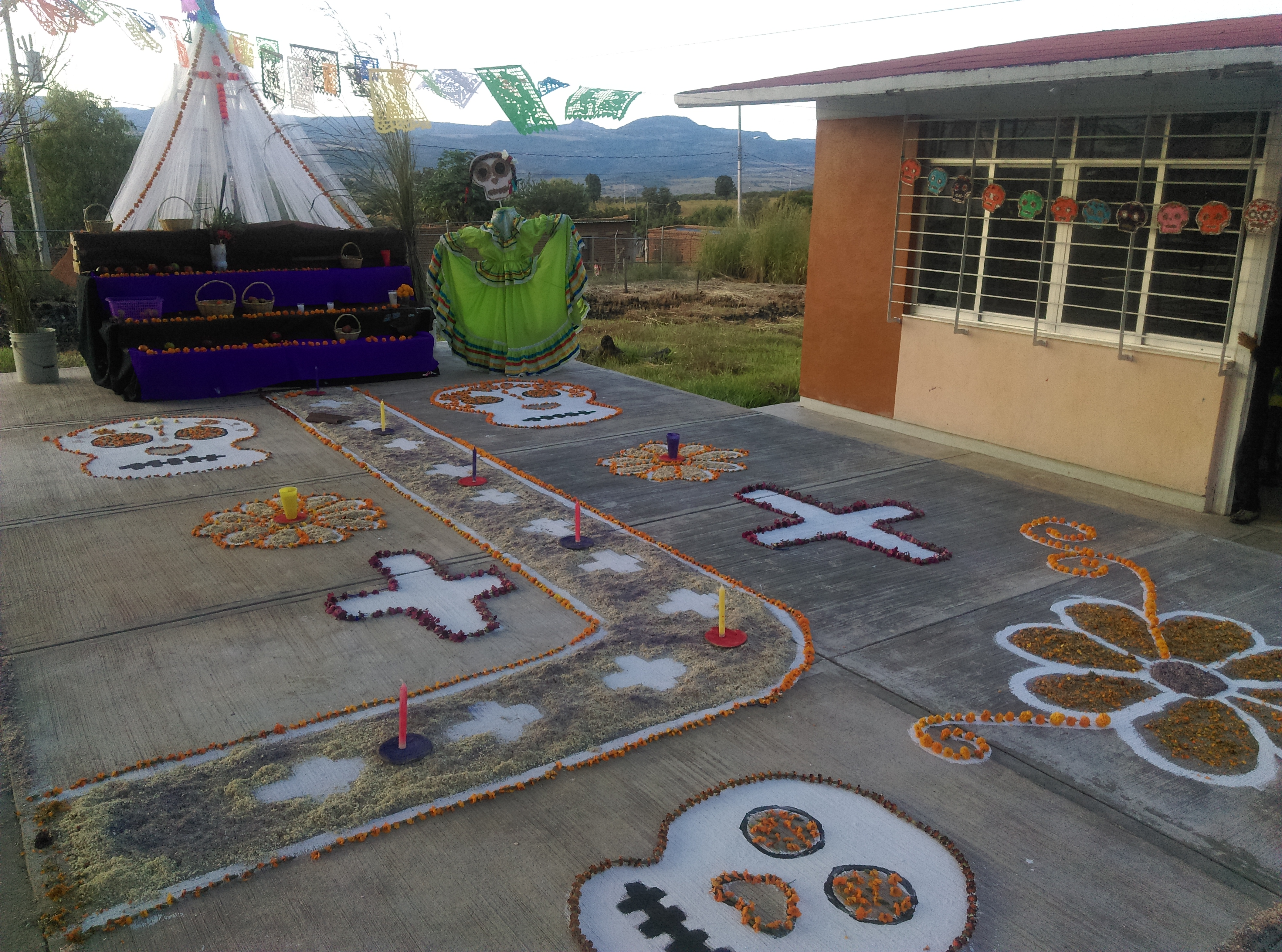
Altar dos mortos em escola wixarika.

A sua religião gira à volta de quatro divindades principais: a trindade do Milho, Veado Azul e Peiote e a Águia, todos descendentes do Deus Sol, "Tao Jreeku". A maioria dos huichóis mantém as crenças tradicionais e é resistente à mudança.

## Língua
A língua huichola, wixarika, é uma língua uto-asteca, do ramo corachol aparentada com a língua cora.

## Pinturas de fios
Nas comunidades huicholas tradicionais, um importante artefacto ritual é o nieli'ka. Trata-se de um pequeno quadro redondo ou quadrado com um buraco no centro, revestido num ou em ambos lados com uma mistura de resina de pinheiro e cera de abelha, contra a qual os fios de tecido são pressionados. Estes artefactos encontram-se na maior parte dos locais sagrados para os huichóis como santuários domésticos (xiriki), templos, nascentes e grutas.